# San Antonio, Huatabampo
San Antonio är en ort i Mexiko.   Den ligger i kommunen Huatabampo och delstaten Sonora, i den västra delen av landet, 1 300 km nordväst om huvudstaden Mexico City. San Antonio ligger 4 meter över havet och antalet invånare är 684.
Terrängen runt San Antonio är mycket platt. Runt San Antonio är det ganska tätbefolkat, med 67 invånare per kvadratkilometer. Närmaste större samhälle är Huatabampo, 8,4 km nordväst om San Antonio. Trakten runt San Antonio består till största delen av jordbruksmark.